# Área metropolitana del Valle de La Orotava

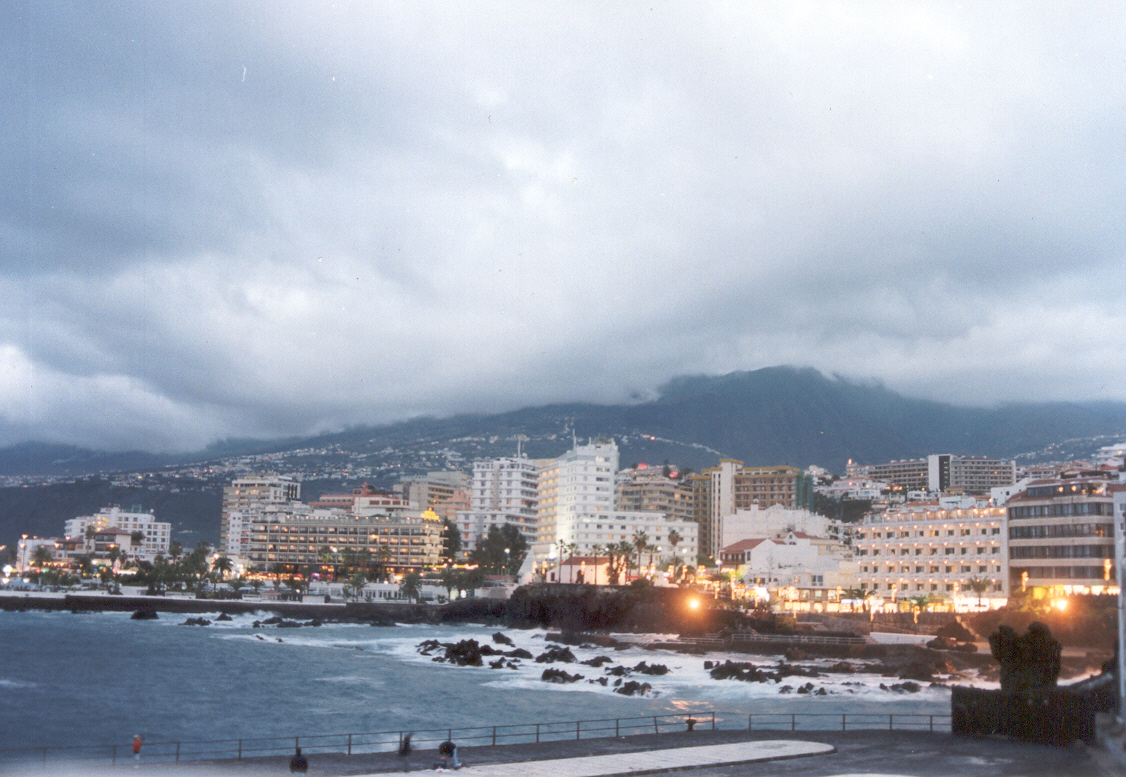
Bahía del Puerto de la Cruz.

El área metropolitana del Valle de La Orotava está formada por los municipios de Puerto de la Cruz, Los Realejos y La Orotava, cuenta con 111.606 habitantes (2024).
Se trata de una de las tres áreas metropolitanas que se encuentran en Tenerife, junto a la de Santa Cruz de Tenerife y la de Tenerife Sur.

## Historia
En los años 80 la población del Valle de La Orotava creció exponencialmente, especialmente debido al municipio de Los Realejos quién engrosó su padrón de 7.551 habitantes (1988) hasta los 36.405 habitantes (2019). La Orotava ganó más de 5.818 habitantes hasta llegar a los 41.883 (2019), mientras que Puerto de la Cruz sumó 3.649 habitantes, manteniéndose en 30.483 (2019).

## Lugares de interés
- Lago Martiánez
- Jardín de Aclimatación de La Orotava
- Iglesia de Todos los Santos
- Casa de los Balcones
- Jardines del marquesado de la Quinta Roja
- Iglesia de la Concepción
- Paisaje protegido de la Rambla de Castro
- Hacienda de Los Príncipes